# تی‌بی-۳۰ اپسیلون
سوکوتا تی‌بی-۳۰ اپسیلون (به فرانسوی: Socata TB 30 Epsilon) یک هواپیمای آموزشی ساخت شرکت سوکوتا (آئروسپاسیال) است. هواگرد تی‌بی-۳۰ اپسیلون نخستین پروازش را در ۲۲ دسامبر ۱۹۷۹ میلادی انجام داد. این هواگرد در سال ۱۹۸۳ میلادی رسماً معرفی گردید و در سال‌های ۱۹۷۹–۱۹۸۹ تولید شده است.

## مشخصات
داده‌ها از The Encyclopedia of World Aircraft,Jane's All The World's Aircraft 1988-89
ویژگی‌های عمومی
- خدمه: ۲
- طول: ۷٫۵۹ متر (۲۴ فوت ۱۱ اینچ)
- پهنای بال: ۷٫۹۲ متر (۲۶ فوت ۰ اینچ)
- ارتفاع: ۲٫۶۶ متر (۸ فوت ۹ اینچ)
- مساحت بال‌ها: ۹ متر مربع (۹۷ فوت مربع)
- نسبت اندازه: ۷
- ایرفویل: root: RA 1643 (16%) ; tip: RA 1243 (12%)[۳]
- وزن خالی: ۹۳۲ کیلوگرم (۲٬۰۵۵ پوند)
- بیشترین وزن برخاست: ۱٬۲۵۰ کیلوگرم (۲٬۷۵۶ پوند)
- پیشرانه:  عدد ۶ سیلندر هوا خنک افقی Lycoming AEIO-540-L1B5D, ۲۲۰ کیلووات (۳۰۰ اسب بخار)
- ملخ‌ها: دوملخه ملخ با سرعت ثابت

عملکرد
- حداکثر سرعت: ۳۷۸ کیلومتر بر ساعت (۲۳۵ مایل بر ساعت، ۲۰۴ گره)
- سرعت کروز: ۳۵۸ کیلومتر بر ساعت (۲۲۲ مایل بر ساعت، ۱۹۳ گره)
- سرعت واماندگی: ۱۱۵ کیلومتر بر ساعت (۷۱ مایل بر ساعت، ۶۲ گره)
- بیشینه سرعت مجاز: ۵۲۰ کیلومتر بر ساعت (۳۲۰ مایل بر ساعت، ۲۸۰ گره)
- بُرد: ۱٬۳۰۰ کیلومتر (۸۱۰ مایل، ۷۰۰ مایل دریایی)
- حداکثر ارتفاع: ۷٬۰۱۰ متر (۲۳٬۰۰۰ فوت)
- نرخ صعود: ۹٫۴ متر بر ثانیه (۱٬۸۵۰ فوت بر دقیقه)

تسلیحات

- تا ۴۸۰ کیلوگرم (۱،۱۰۰ پوند) بروی چهار آویزگاه خارجی تسلیحات در زیربالها